# Verkhni Pereval
Verkhni Pereval (en rus: Верхний Перевал) és un poble del krai de Primórie, a l'Extrem Orient de Rússia, que en el cens del 2010 tenia 1.316 habitants.